# ムイッズ・マスウード
ムイッズ・マスウード（معز مسعود、Moez Masoud、1978年 - ）は、エジプト出身のムスリムの説教師。衛星放送で30歳代以下の世代を中心に人気を集め、ラマダーンの特別番組にも出演する。

## 経歴
子供時代をクウェートですごし、アメリカン・スクールに通う。
カイロ・アメリカ大学で経済学を学び、学生時代にモスクに通いはじめる。
友人との会社経営で成功したのち、個人的な体験がきっかけで説教師として活動をはじめる。英語の表現も織りまぜながら説教を行うスタイルで知られ、アメリカ文化に通じ、ロックやバスケットボールへの愛好も公言している。

## 出演したテレビ・ラジオ番組
- Parables in the Qur'an, TV, (英語), 2002-2003年)
- Stairway to Paradise, TV, (英語, 2004-2006年)
- So Close, No Matter How Far, Radio, (英語, 2006-2007年)
- The Right Way, TV, (アラビア語, 2007-2010年)
- The Right Way: Revolution Within, TV,  (アラビア語, 2011年)
- A Revolution Within, Radio, (アラビア語, 2011年)